# Rhamphidium brasiliense
Rhamphidium brasiliense là một loài rêu trong họ Ditrichaceae. Loài này được Broth. mô tả khoa học đầu tiên năm 1924.